# Бучацький повіт (Тернопільське воєводство)
Бучацький повіт — адміністративна одиниця Тернопільського воєводства у 1921—1939 роках. Сучасна територія Бучацького і Монастириського районів.
Адміністративний центр — місто Бучач, що налічувало близько 10 000 мешканців.

## Географія
Бучацький повіт розташовувався на південному заході Тернопільського воєводства. Південна межа проходила по річці Дністер і по Дністровському каньйону. На заході, південному заході та півдні межував зі Станиславівським воєводством, на півночі — з Підгаєцьким, на північному сході — з Теребовлянським, на сході — з Чортківським, на південному сході — із Заліщицьким повітами Тернопільського воєводства. Невелика територія на півдні, де нині є село Лука, з 1940-х років відійшла до Городенківського району Івано-Франківської області.
Рельєф — горбистий на заході і рівнинний — на північному сході.

## У складі Тернопільського воєводства
Після окупації польською державою Галичини внаслідок збереження адміністративного поділу повіт продовжував існувати в тих самих межах, які були за Австро-Угорщини і ЗУНР.

### Адміністративний поділ

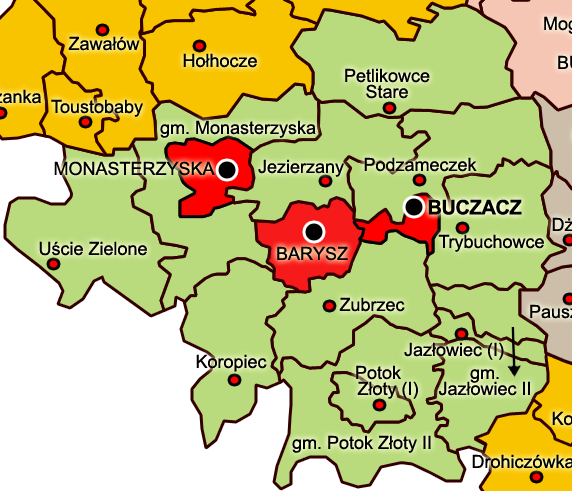
Бучацький повіт

1 липня 1926 р. сільські гміни Фільварки і Березівка приєднані до міської гміни Монастириська.
1 квітня 1928 р. вилучено гміну (громаду) Берем'яни зі складу Заліщицького повіту та включено до Бучацького повіту.
1 квітня 1934 р. територія міста Бучача розширена шляхом вилучення зі села Нагірянки присілку Гавронець і включення його до складу міста.
15 червня 1934 р. частина земель села Трибухівців Бучацького повіту площею 291,5499 га передана селу Слобідці Джуринській Чортківського повіту.
За розпорядженням міністра внутрішніх справ Польщі від 21 липня 1934 року «Про поділ повіту Бучацького у воєводстві Тарнопольському на сільські ґміни», 1 серпня 1934 року в Бучацькому повіті були утворені об'єднані сільські ґміни.

#### Міста (Міські ґміни)
1. містечко Бариш — місто з 1934 р.
2. містечко Бучач — місто з 1934 р.
3. містечко Монастириська — місто з 1934 р.
4. м. Язловець — понижено до села 01.08.1934 р.

#### Сільські ґміни
Кількість:
1920—1928 рр. — 81
1928—1934 рр. — 82
1934—1939 рр. — 12
| Об'єднані сільські ґміни 1934 року | Об'єднані сільські ґміни 1934 року | Старі сільські ґміни | Кількість |
| ---------------------------------- | ---------------------------------- | --- | --------- |
| 1                                  | Ґміна Золотий Потік I              | Золотий Потік | 1         |
| 2                                  | Ґміна Золотий Потік II             | Возилів, Губин, Космирин, Костільники, Русилів, Скоморохи, Сновидів, Соколів, Сокілець, Стінка                                            | 10        |
| 3                                  | Ґміна Зубрець                      | Жизномир, Зубрець, Ліщанці, Порохова, Сороки                                                                                              | 5         |
| 4                                  | Ґміна Коропець                     | Вістря, Залісся Коропецьке, Коропець, Новосілка Коропецька, Пужники                                                                       | 5         |
| 5                                  | Ґміна Монастириська                | Велеснів, Вичулки, Дубенка, Нова Гута, Стара Гута, Комарівка, Коростятин, Ковалівка, Олеша, Савелівка, Горішня Слобідка, Долішня Слобідка | 12        |
| 6                                  | Ґміна Озеряни                      | Бертники, Верб'ятин, Григорів, Заривинці, Озеряни, Переволока, Рукомиш, Чехів                                                             | 8         |
| 7                                  | Ґміна Підзамочок                   | Звенигород, Зелена, Медведівці, Нагірянка, Новоставці, Пилява, Підлісся, Підзамочок                                                       | 8         |
| 8                                  | Ґміна Старі Петликівці             | Білявинці, Бобулинці, Доброполе, Киданів, Курдибанівка, Нові Петликівці, Осівці. Старі Петликівці                                         | 8         |
| 9                                  | Ґміна Трибухівці                   | Помірці, Пишківці, Ріпинці, Трибухівці, Цвітова                                                                                           | 5         |
| 10                                 | Ґміна Устя-Зелене                  | Бобрівники, Баранів, Задарів, Красіїв, Лазарівка, Лядське, Лука, Межигір'я, Низьколизи, Тростянці, Устя-Зелене, Яргорів                   | 12        |
| 11                                 | Ґміна Язловець I                   | Язловець | 1         |
| 12                                 | Ґміна Язловець II                  | Берем'яни (з 01.04.1928), Броварі, Дуліби, Жнибороди, Малі Заліщики, Новосілка Язловецька, Передмістя                                     | 7         |

* Виділено містечка, що були у складі сільських ґмін та не мали міських прав.

### Населення
У 1939 році в повіті проживало 150 435 мешканців (89 105 українців-греко-католиків — 59,23 %, 28 200 українців-латинників — 18,75 %, 18 915 поляків — 12,57 %, 3 490 польських колоністів міжвоєнного періоду — 2,32 %, 10 695 євреїв — 7,11 % і 20 німців та інших національностей — 0,01 %).
Публіковані польським урядом цифри про національний склад повіту за результатами перепису 1931 року (з 139 062 населення ніби-то було аж 60 523 (43,52 %) поляків при 70 336 (50,58 %) українців і 8 059 (5,79 %) євреїв) суперечать даним, отриманим від місцевих жителів (див. вище) та пропорціям за допольськими (австрійськими) та післяпольськими (радянським 1940 і німецьким 1943) переписами.

## Радянський період
27 листопада 1939 р. повіт включено до новоутвореної Тернопільської області.
17 січня 1940 р. повіт ліквідовано в результаті поділу на райони (кожен із кількох ґмін):
- Бучацький — з міської ґміни Бучач та сільських ґмін Підзамочок, Старі Петликівці і Трибухівці;
- Золотопотіцький — зі сільських ґмін Золотий Потік I, Золотий Потік II, Язловець I, Язловець II і Зубрець;
- Монастириський — з міської ґміни Монастириська та сільських ґмін Монастириська і Озеряни;
- Устя-Зеленський (з червня 1940 — Коропецький) — зі сільських ґмін Устя-Зелене і Коропець.